# Tomás Romay
Tomás Romay y Chacón (La Havane, Cuba, 1764 ― idem, 1849) était un médecin, journaliste médical, poète et professeur d'université cubain. 
Considéré comme le père de la science médicale à Cuba et comme le premier hygiéniste de l’île, il œuvra pour une approche scientifique des problèmes de santé publique et pour une modernisation de la formation médicale, notamment de l’enseignement de la médecine clinique et de l’anatomie, qui accusait alors un grand retard à l’université de La Havane. Issu de la bourgeoisie criolla progressiste, fondateur de plusieurs publications périodiques et de sociétés médicales et de bienfaisance, il se déclara partisan d’un enseignement primaire généralisé et gratuit. Il mena avec succès au début du XIXe siècle, dès avant l’arrivée en mai 1804 dans son île de l’expédition anti-variolique de la Couronne espagnole, une campagne de vaccination contre la variole, qui fit l’admiration de Balmis. Romay fut par ailleurs l’auteur d’un grand nombre de publications scientifiques.

## Biographie
Tomás Romay fut l’aîné d’une fratrie de 18 enfants nés de l’union de Lorenzo Romay y Oliva et de María de los Ángeles Chacón. Sa première instruction lui fut dispensée par son oncle paternel Pedro de Santa María Romay, frère prêcheur du couvent des Reverendos Predicadores, qui avait remarqué en lui de précoces manifestations d’intelligence et d’acuité intellectuelle et avait décidé de le garder à ses côtés afin de lui donner un enseignement primaire. 
Après obtention en mars 1783 du titre de bachelier en arts, Tomás Romay entama des études de droit au séminaire Saint-Charles-et-Saint-Ambroise (seminario de San Carlos y San Ambrosio) de La Havane, études qu’il abandonnera cependant ― car, ainsi qu’avait argué son oncle Pedro, « l’avocat s’exposait à une plus grande responsabilité de conscience » ―, pour se tourner vers les études de médecine. À l’époque de Romay, le titre de bachelier en médecine n’habilitait pas le porteur à l’exercice de la profession ; en vue de cette habilitation, il était requis d’accomplir deux années supplémentaires de pratique médicale sous l’égide d’un médecin expérimenté, ce à quoi se soumit le jeune Romay auprès du Dr Manuel Sacramento, pour se présenter ensuite à l’examen devant le Tribunal royal du Protomedicato, devenant le 12 septembre 1791 le 33e diplômé de médecine de Cuba.
Romay se manifestera bientôt comme l’une des principales personnalités intellectuelles du mouvement progressiste issu de la grande bourgeoisie criolla de la fin XVIIIe et du début XIXe siècle, aux côtés de l’homme d’État et économiste Francisco de Arango y Parreño (1765-1837), du philosophe José Agustín Caballero (1762-1835), du poète Manuel de Zequeira (1764-1846), et de Nicolás Calvo de la Puerta y O'Farrill, qui fera figure de mentor pour le jeune médecin Romay.
Il se fit l’avocat de l’enseignement primaire gratuit et milita en faveur de la provision de fonds en vue de la création et de l’entretien d’écoles, et offrit sa coopération à la mise en œuvre de nouvelles méthodes d’enseignement propres à améliorer et à diffuser l’instruction.
Tandis qu’il effectuait ses deux années de pratique médicale, entre 1789 et 1791, sous la direction du Dr Sacramento, il cofonda, le 24 octobre 1790, conjointement avec le gouverneur Luis de Las Casas y Aragorri (1745-1845), le Papel Periódico de la Habana, première publication périodique cubaine, de laquelle il sera le premier rédacteur et le directeur jusqu’à 1848. Il fut aussi le cofondateur, également avec Las Casas, de la Real Sociedad Patriótica de La Habana (connue aujourd’hui sous la dénomination de Sociedad Económica de Amigos del País), dont il devint membre attitré le 17 janvier 1793 et où il restera un élément actif et respecté ; il en deviendra membre d’honneur en 1834, puis son directeur en 1842. Il figura, au sein de cette institution, comme le défenseur par excellence des projets de modernisation de la pratique et de la formation médicales à Cuba.
Il exerça sa profession de médecin à la Real Casa de Beneficencia, organisation fondée également vers la même époque et par les deux mêmes hommes susnommés, et qui en 1852 se transformera en Real Casa de Beneficencia y Maternidad de la Habana (dont le vieil édifice fut démoli dans la décennie 1950).
Il était membre de la Commission de vaccination de Paris et des Sociétés médicales de Bordeaux et de la Nouvelle-Orléans, et fut récipiendaire de la croix de chevalier de l’ordre d’Isabelle la Catholique.
Le 4 janvier 1796, Tomás Romay contracta mariage avec Mariana González, de qui il eut six enfants. Il s’éteignit le 30 mars 1849, à l’âge de 84 ans, victime d’un cancer, à son domicile de La Havane. Son corps fut embaumé au couvent des dominicains par les soins du Dr Nicolás Gutiérrez.
Le musée d’histoire naturelle de Santiago de Cuba a été nommé Museo de Historia Natural Tomás Romay en son honneur.

## Professorat
Tomás Romay fut professeur titulaire et trésorier de l’université royale et pontificale de La Havane. En 1791, il s’y était présenté en tant qu’aspirant à la chaire de pathologie, avec une thèse sur la contagion de la phtisie, qui lui permit d’obtenir, sous la contradiction, son titre le 6 décembre, puis, le 24 décembre de la même année, avait acquis le grade de licencié en médecine. Il composa dans la même université une thèse de doctorat, qu’il soutint avec succès le 24 juin 1792.
En 1795, il intervint comme directeur de formation en botanique et chimie à l’intention de son ancien disciple, le jeune médecin criollo José Estévez y Cantal. Il s’attela en 1817 à réformer l’enseignement médical de son pays, sa préoccupation se portant en particulier sur l’interruption, depuis plusieurs années, des cours pratiques d’anatomie (avec dissections) inaugurés en 1797 par le chirurgien Francisco Xavier Córdova. C’est dans une large mesure grâce à ses efforts, et avec l’appui de l’intendant des Finances et de l’Armée, Alejandro Ramírez, alors également directeur de la Real Sociedad Patriótica de La Habana, qu’entre 1819 et 1822 cet enseignement put être rétabli à l’hôpital militaire Saint-Ambroise. Dans cet hôpital, où il remplit pendant de longues années la fonction d’inspecteur des cours, commis à ce rôle par la même Real Sociedad Patriótica, il noua connaissance avec Nicolás José Gutiérrez, éminent chirurgien destiné plus tard à remplacer Romay à la tête de la communauté médicale de La Havane, à qui il apporta son appui lors de ses premières démarches en vue d’établir une Académie des sciences à La Havane, projet qui ne se réalisera qu’en 1861, soit plusieurs années après la mort de Romay.
En plus de titulaire de la chaire de Philosophie et de Pathologie à l’université de La Havane, il occupa en 1832 la charge de doyen de la faculté de médecine.

## Vaccination anti-variolique
Dans les premières années du XIXe siècle, Tomás Romay prit l’initiative d’introduire à Cuba la vaccination contre la variole. Dès 1802, c'est-à-dire cinq ans seulement après la découverte de Jenner, les médecins cubains avaient été instruits de ce procédé d’inoculation préventive, et auparavant déjà, en 1795, Cuba avait eu l’occasion de prendre connaissance de la variolisation, à travers un article scientifique rédigé par Romay et paru en deux livraisons dans Papel Periódico de la Habana le 29 octobre et le 1er novembre de cette année, où l’auteur en faisait l’apologie comme méthode idéale de préservation contre la variole naturelle.
En 1802, les dirigeants de la Société économique de La Havane, impressionnés par la découverte de la vaccination jennérienne et de sa propagation constante dans le monde civilisé, jugèrent opportun de mettre ce nouveau savoir à la disposition des professeurs cubains de médecine, et permirent la réimpression en 500 exemplaires d’un ouvrage traduit du français par le Dr Pedro Hernández et édité à Madrid cette même année 1802, ouvrage dans lequel l’origine de la vaccination était décrite en détail. D’autre part, la Junta Económica del Real Consulado offrit, par voie d’annonce dans le Papel Periódico de La Habana du 3 février 1803, une prime de 400 pesètes à qui trouverait du fluide vaccinal, serait capable d’en produire par prélèvement sur des vaches présentes à Cuba, et communiquerait son procédé au Dr Romay. En même temps, une autre récompense, de 200 pesètes, fut promise à qui apporterait le fluide à Cuba à partir d’un autre pays.
Quelques mois avant l’arrivée de l’expédition Balmis, le Dr Romay sollicita des échantillons de fluide vaccinal auprès des autorités des Indes occidentales britanniques. La vaccine une fois obtenue, il l’administra à ses propres enfants, mais l’inoculation resta sans effet.
Le 10 février 1804 débarqua dans le port de La Havane la dénommée Maria Bustamante, descendue d’un vaisseau en provenance de la ville portoricaine d’Aguadilla, sur lequel elle avait pris passage le 2 février. Romay signala dans un article qu’il fit paraître le 19 février dans Papel Periódico de La Havana  : « le premier jour du même mois, à midi, un jour avant de partir de ce port, elle fit vacciner [par le Dr Francisco Oller, NdT] son fils de 10 ans et deux petites mulâtresses, ses servantes, l’une de huit et l’autre de six ans. Lorsqu’ils entrèrent dans le port de La Havane, et que neuf jours se furent écoulés depuis leur vaccination, les grains qu’ils portaient étaient en parfaite suppuration » ; l’auteur poursuivait en soulignant que María Bustamante « ignorait le bien qu’elle nous avait amené : elle ignorait nos vœux pour en obtenir, et notre actuelle consternation lui était également inconnue ». 
Au moment où parvint ainsi à Cuba, de façon fortuite, une quantité de vaccine immédiatement utilisable, l’île se trouvait sous la menace d’une épidémie de variole. Tomás Romay lança alors une campagne de vaccination à Cuba, commençant par deux sessions les 12 et 13 février 1804 : en un premier temps furent en effet vaccinés neuf enfants, ensuite, selon ce qu’en relata le supplément n° 17 de Papel Periódico, « le nombre de personnes vaccinées par différents professeurs avec les pustules des neuf premiers enfants passa à deux cents ». Dans un document envoyé par Balmis au Conseil des Indes et contenant des déclarations des autorités locales, il est signalé qu’« à La Havane, le Dr Tomás Romay propagea avec succès, et sous l’approbation du Protomedicato, la vaccine apportée dans ces îles par María Bustamante, à qui Oller avait administré celle obtenue de l’île de Saint-Thomas ». Le 26 mars 1804, le nombre des personnes vaccinées par Romay avait grimpé à quatre centaines. Devant le succès de la vaccination à La Havane, les populations de l’intérieur sollicitèrent à leur tour le fluide, de même que les bourgs de Puerto Príncipe (actuel Camagüey), San Juan de Los Remedios et Villa Santa Clara, auxquels Romay envoya la vaccine enfermée dans des ampoules. Le nombre de vaccinés dans toute l’île semble avoir dépassé les 15 000 personnes. Une fois la vaccine diffusée sur toute l’île, Romay l’expédia au port de Veracruz par deux frégates.
Aussi, lorsque le 26 mai 1804, la corvette María Pita, affrêtée par Francisco Javier Balmis en vue de la campagne de vaccination anti-variolique organisée par la Couronne d’Espagne dans tout l’Empire espagnol, jeta l’ancre dans le port de La Havane, Balmis, directeur de cette expédition, fut surpris de constater qu’une ample campagne de vaccination avait déjà été accomplie sur l’île à l’initiative de Tomás Romay. Le travail réalisé par le Dr Romay, à l'inverse de celui accompli par le Dr Oller à Porto Rico, reçut l'appui et l'approbation de Balmis. Témoin de l’efficacité de la campagne de Romay, Balmis eut de la peine à trouver des enfants non encore vaccinés, et dut, pour la première fois, mettre à contribution des esclaves pour effectuer le transfert de la vaccine jusqu’à la prochaine étape de l’expédition. Balmis proposa au capitaine général d’établir à Cuba, comme dans tous les territoires desservis par son expédition, un office de vaccination (Junta de Vacuna), chargé d’assurer la perpétuation et la diffusion de la vaccine, dont la direction serait confiée à Tomás Romay. Des comités subalternes de vaccination (Juntas Subalternas de Vacuna) furent ensuite établies dans les villes de Trinidad, Villa de Santa Clara, Santiago de Cuba et Puerto Príncipe. La commission centrale de La Havane eut ceci d’original que cette Junta Central de Vacuna vint s’incorporer dans la Sociedad económica de Amigos del País.
En reconnaissance de son œuvre de vaccinateur, le Dr Romay fut récompensé par l'octroi du titre de Médecin de la Famille royale.

## Écrits
Tomás Romay est l’auteur d’une vaste œuvre écrite embrassant les matières les plus diverses. Certains de ses écrits manifestent les premiers indices de la transformation de Cuba de colonie en nation, contribuant ainsi à la naissance d’une nationalité cubaine. Ses publications appartiennent à la prose tant scientifique que littéraire, et traitent de philosophie, d’histoire et de poésie.
En plus d’avoir été l’un des principaux rédacteurs du journal Papel Periódico de la Habana, depuis sa fondation en 1791, il collabora aux journaux El Diario de La Habana et Diario del Gobierno de La Habana, avec des contributions scientifiques mais aussi avec quelques poèmes, sous le pseudonyme de Matías Moro.
Parmi ses écrits méritent d’être signalés en particulier :
- Discurso sobre los obstáculos que han impedido progresen las colmenas en la isla de Cuba y los medios de fomentarlas (litt. Discours sur les obstacles ayant empêché les ruches de progresser à Cuba et sur les moyens de les stimuler), opuscule publié en 1797, aux frais de la Sociedad Patriótica pour avoir mérité la 2e place au classement. Sa biographie ne faisant pas état de quelque expérience pratique en matière d’apiculture, il est à supposer qu’il s’appuya pour rédiger son ouvrage sur la bibliographie de l’époque se trouvant à sa portée et sur des renseignements recueillis auprès des commerçants et des récolteurs.
- Discurso sobre las sepulturas fuera de los pueblos (litt. Discours sur les sépultures hors des villages), mémoire publié en 1806 qui concourut notablemente à ce que la population de La Havane donnât peu à peu la préférence au cimetière d’Espada, le premier qu’eut la capitale cubaine, inauguré cette même année 1806. Romay fit paraître également une description détaillée dudit cimetière.
- Disertación sobre la fiebre maligna llamada vulgarmente vómito negro, Enfermedad Epidémica en las Indias Occidentales (litt. Dissertation sur la fièvre maligne appelée vulgairement vomi noir, maladie épidémique aux Indes occidentales), présentée par Romay devant la Real Sociedad Patriótica de La Havane le 5 avril 1797, puis publiée la même année. Cette monographie inaugura la production scientifique cubaine, étant en effet la première étude scientifique sur la fièvre jaune jamais parue à Cuba. Cette publication valut à son auteur d’être élu en 1798 Académicien correspondant de l’Académie royale de médecine de Madrid.
- Medicina Clínica  (1802), traité qui s’inspirait des idées exposées par le célèbre médecin français Philippe Pinel et dans lequel Romay proposa ses réformes, lesquelles furent par la suite lentement introduites dans cette discipline (la médecine clinique), surtout après que Romay lui-même eut été appelé à l’enseigner à partir de 1834, à la suite de la création, à l’université de La Havane, de la chaire correspondante.
- Memoria sobre la introducción y progreso de la vacuna en la Isla de Cuba (litt. Mémoire sur l’introduction et le progrès de la vaccination dans l’île de Cuba), mémoire expliquant les bénéfices de la vaccine, lu devant la Sociedad Económica de La Habana le 12 décembre 1804.

## Corrélats
- Expédition Balmis